# Orléans Strait
Orléans Strait är ett sund i Antarktis. Den ligger i Sydshetlandsöarna. Argentina, Chile och Storbritannien gör anspråk på området.